# Coppa CEV 1994-1995 (femminile)
La Coppa CEV di pallavolo femminile 1994-1995 è stata la 15ª edizione del terzo torneo pallavolistico europeo per squadre di club; iniziata con il primo turno il 5 novembre 1994, si è conclusa con la final-four il 5 marzo 1995. Al torneo hanno partecipato 39 squadre e la vittoria finale è andata per la prima volta alla Pallavolo Sumirago.

## Squadre partecipanti
| - Amazzoni Agrigento - Albacete - AMVJ - Știința Bacău - AF Bila Tserkva - ACH Volley Bled - Kovrovschik Brest - Tungsram - RC Cannes - Dauphines Charleroi | - Dinamo-Metar - Elbasani - Extrádé - Genève-Elite - Güneş Sigorta - Kaštela - Asteríx Kieldrecht - Klagenfurt - Klepp VBK - Madeira | - Stal Mielec - Mastra Minsk - Mozirje - Spartak Omsk - Argeș - Olymp Praha - PSV Salzburg - Arīs Salonicco - Filathlītikos Salonicco - Schweriner | - Schwerte - Kanti - CSKA Sofia - Sumirago - Tenerife - Villebon - Yeşilyurt - Orbita - Čelik Zenica |

## Primo turno

### Squadre qualificate
| - Amazzoni Agrigento - Albacete - Dinamo-Metar - Dauphines Charleroi - Güneş Sigorta - Stal Mielec - Mozirje - Spartak Omsk | - Argeș - Olymp Praha - Filathlītikos Salonicco - Kanti - CSKA Sofia - Tenerife - Villebon |

## Secondo turno

### Squadre qualificate
- Amazzoni Agrigento
- Dauphines Charleroi
- Argeș
- Olymp Praha
- Filathlītikos Salonicco
- Kanti
- CSKA Sofia
- Villebon

## Ottavi di finale

### Squadre qualificate
- Amazzoni Agrigento
- Tungsram
- RC Cannes
- Olymp Praha
- Schweriner
- Sumirago
- Villebon
- Orbita

## Quarti di finale

### Squadre qualificate
| - Schweriner - Sumirago - Villebon - Orbita |

## Final-four
Le semifinali si sono giocate il 4 marzo mentre le finali per il terzo e il primo posto il 5 marzo.

### Finali 1º - 3º posto
|  | Semifinali | Semifinali | Semifinali |        |          | Finale 1º/2º posto | Finale 1º/2º posto | Finale 1º/2º posto |  |
|  |            |            |            |        |          |                    |                    |                    |  |
|  | Schweriner | Schweriner | 1          |        |          |                    |                    |                    |  |
|  | Schweriner | Schweriner | 1          |        |          |                    |                    |                    |  |
|  | Sumirago   | Sumirago   | 3          |        |          |                    |                    |                    |  |
|  | Sumirago   | Sumirago   | 3          |        | Sumirago | Sumirago           | 3                  |                    |  |
|  |            |            |            |        | Sumirago | Sumirago           | 3                  |                    |  |
|  |            |            | Orbita     | Orbita | 0        |                    |                    |                    |  |
|  | Orbita     | Orbita     | Orbita     | Orbita | 0        | 3                  |                    |                    |  |
|  | Orbita     | Orbita     |            |        |          | 3                  |                    |                    |  |
|  | Villebon   | Villebon   | 1          |        |          | Finale 3º/4º posto | Finale 3º/4º posto | Finale 3º/4º posto |  |
|  | Villebon   | Villebon   | 1          |        |          |                    |                    |                    |  |
|  |            |            |            |        |          |                    |                    |                    |  |
|  |            |            |            |        |          | Schweriner         | Schweriner         | 0                  |  |
|  |            |            |            |        |          | Schweriner         | Schweriner         | 0                  |  |
|  |            |            |            |        |          | Villebon           | Villebon           | 3                  |  |